# Dragica Kovačič
Dragica Kovačič, slovenska operna in koncertna pevka, mezzosopranistka in pedagoginja, * 17. avgust 1951, Maribor, † 27. april 2002, Maribor.
Solopetje in glasbeno-teoretične predmete je najprej študirala na Srednji glasbeni šoli v Mariboru pri Bredi Janko. Leta 1973 se je zaposlila v SNG Maribor, 1975 pa začela študirati solopetje na Akademiji za glasbo v Ljubljani pri Ondini Otti Klasinc.
Izpopolnjevala se je med drugim tudi pri Marjani Lipovšek in Alfredu Burgstallerju, ki sta jo navdušila za samospev. Nastopala je predvsem po državah Srednje Evrope.
Leta 1988 je za svoje umetniške dosežke prejela eminentno Glazerjevo listino mesta Maribor ter v istem letu postala docentka za vokalno tehnko na Oddelku za glasbeno pedagogiko Pedagoške fakultete v Mariboru.
Njen sin je klarinetist Slavko Kovačič, rojen leta 1973.